# 鉢伏山 (鳥取県)
鉢伏山（はちぶせやま）は、鳥取県鳥取市と東伯郡湯梨浜町との境にある標高513.9mの山である。

## 概要
「鉢伏山」の名前を有する山は全国各地にあり、その多くはこんもりとした山容が鉢を伏せたように見えることから名付けられたと考えられている。現在、テレビ送信所のある山頂は展望台が設置されており、車で直接登ることができるよう道路（鳥取県道260号鉢伏川上線）が整備されている。山頂からは東郷池、日本海、大山などが一望でき、天気の良い日は弓ヶ浜半島まで望むことができる。

## 放送送信施設
山頂には、デジタルテレビ放送の鳥取局（毛無山）及び倉吉中継局の中間地域をカバーする鉢伏中継局と鳥取県の因幡・東伯地方をカバーするNHK鳥取放送局のFM放送の親局とエフエム山陰の鳥取東部基幹中継局と山陰放送のFM補完中継局が設置されている。
2011年まで放送されていたアナログテレビ放送では、鳥取県の因幡・東伯地方や兵庫県美方郡方面をカバーするVHF局としてNHK鳥取放送局の総合と教育、日本海テレビジョン放送（NKT）の親局を置いていた。
他方、UHF局の山陰放送（BSS）と山陰中央テレビジョン放送（TSK）は、鳥取県中部向けに倉吉中継局を置く一方、兵庫県へのスピルオーバーを抑制するため、鳥取の送信所は鉢伏山ではなく、毛無山に置いていた。
このことから、地上デジタル放送の鳥取県の基幹局は全局が毛無山に設置された。

### 地上デジタルテレビジョン放送
| ID | 放送局名                     | 中継局名   | 物理 チャンネル | 出力  | ERP  | 放送対象地域   | 放送区域内世帯数 |
| -- | ---------------------------- | ---------- | --------------- | ----- | ---- | -------------- | ---------------- |
| 1  | NKT 日本海テレビジョン放送   | 鉢伏中継局 | 23              | 500mW | 4W   | 鳥取県・島根県 | 約2,900世帯      |
| 2  | NHK 鳥取教育                 | 鉢伏中継局 | 13              | 500mW | 4.1W | 全国           | 約2,900世帯      |
| 3  | NHK 鳥取総合                 | 鉢伏中継局 | 14              | 500mW | 4W   | 鳥取県         | 約2,900世帯      |
| 6  | BSS 山陰放送                 | 鉢伏中継局 | 15              | 500mW | 4.1W | 島根県・鳥取県 | 約2,900世帯      |
| 8  | TSK 山陰中央テレビジョン放送 | 鉢伏中継局 | 16              | 500mW | 4W   | 島根県・鳥取県 | 約2,900世帯      |

- 所在地： 鳥取県東伯郡湯梨浜町白石1番地
- 2007年8月27日放送開始。
- リモコンキーIDについては、1・3は鳥取県のアナログテレビのパターンに従った。
- 出力についてはアナログ時代からのUHF送信所である鳥取本社送信所や倉吉中継局への機能分割に伴い、事実上大幅な減力となる（アナログ換算で5W相当となる）が、これは当中継局は青谷アナログ中継局（出力3W）を事実上移転したため。それに伴い湯梨浜町旧泊村域への放送エリアが拡大した。

### 地上アナログテレビジョン放送
| チャンネル | 放送局名                   | コールサイン （鳥取本社送信所） | 出力              | ERP                   | 放送対象地域   | 放送区域内世帯数 | 放送開始日      | 放送終了日     |
| ---------- | -------------------------- | ------------------------------- | ----------------- | --------------------- | -------------- | ---------------- | --------------- | -------------- |
| 1          | NKT 日本海テレビジョン放送 | JOJX-TV                         | 映像1kW/ 音声250W | 映像15kW/ 音声3.8kW   | 鳥取県・島根県 | 約100,000世帯    | 1959年 3月3日   | 2011年 7月24日 |
| 3          | NHK 鳥取総合               | JOLG-TV                         | 映像1kW/ 音声250W | 映像10kW/ 音声2.5kW   | 鳥取県         | 約100,000世帯    | 1959年 3月3日   | 2011年 7月24日 |
| 4          | NHK 鳥取教育               | JOLC-TV                         | 映像1kW/ 音声250W | 映像14.5kW/ 音声3.7kW | 全国           | 約100,000世帯    | 1962年 12月28日 | 2011年 7月24日 |

- 所在地： 鳥取県東伯郡湯梨浜町白石1番地
- 正式な局名は、NHKが鉢伏山テレビ放送所、NKTが鉢伏山送信所。

### FMラジオ放送
| 周波数 （MHz） | 放送局名           | コールサイン等 | 空中線電力 | 実効輻射電力 | 放送対象地域   | 放送区域内世帯数 |
| -------------- | ------------------ | -------------- | ---------- | ------------ | -------------- | ---------------- |
| 78.8           | V-air エフエム山陰 | （中継局）     | 700W       | -            | 島根県・鳥取県 | 約100,000世帯    |
| 85.8           | NHK 鳥取FM         | JOLG-FM        | 500W       | 4.5kW        | 鳥取県         | 約100,000世帯    |
| 92.2           | BSS 山陰放送       | (BSS鳥取FM)    | 500W       | 3kW          | 鳥取県・島根県 | 約100,000世帯    |

NHK-FMは1964年12月24日に実用化試験局（モノラル）ならび実験局（ステレオ）で運用開始し、1969年3月1日に本放送を開始した。
山陰放送はFM補完中継局として2016年11月29日に総務省中国総合通信局から予備免許が交付された。翌年3月1日に本免許が交付され、同日開局した。
- 所在地： 鳥取県東伯郡湯梨浜町[7][4][2]
- NHKの正式局名は、鉢伏山FM放送所[要出典]。